# Slatina (Prijepolje)
Slatina (Servisch cyrillisch Слатина) is een plaats in de Servische gemeente Prijepolje. De plaats telt 138 inwoners (2002).